# Mihanići
Mihanići su naselje u sredini Konavala. Smješteni su u podnožju planine Sniježnice, ispod najvišeg vrha, Sv. Ilije (1234 m). Dana 29. rujna obilježava se dan Sv. Mihajla, zaštitnika Mihanića. Na mjesnom se groblju nalaze lijepi primjerci očuvanih stećaka. Iz sela vodi staza prema Kuni Konavoskoj, omiljenom planinarskom izletištu.

## Stanovništvo
Prezimena: Letunić, Šiša, Kukuljica, Đukan, Radin, Miljas, Cikut, Kovačić, Šutalo.
U Mihanićima prema popisu stanovnika iz 2011. godine obitava 96 stanovnika.
| broj stanovnika | 176   | 208   | 179   | 206   | 672   | 249   | 217   | 212   | 212   | 210   | 185   | 150   | 156   | 157   | 106   | 96    | 109   |
|                 | 1857. | 1869. | 1880. | 1890. | 1900. | 1910. | 1921. | 1931. | 1948. | 1953. | 1961. | 1971. | 1981. | 1991. | 2001. | 2011. | 2021. |